# Marshall Teague (ator)
Marshall R. Teague (Newport, Tennessee, 16 de abril de 1953) é um ator americano de cinema e televisão conhecido por seu papel no filme de ação de 1989 Road House e por seu papel recorrente na série de ficção científica da década de 1990 Babylon 5 como Ta'Lon, um soldado Narn. Teague também apareceu em The Rock (1996) e Armageddon (1998), ambos dirigidos por Michael Bay.